# Argélico Fucks
Argélico Fucks, född 4 september 1974 i Santa Rosa, Rio Grande do Sul, Brasilien, är en brasiliansk före detta fotbollsspelare, som avslutade karriären år 2007. Sedan 2008 jobbar han som fotbollstränare. 2019 är tränare för CSA.